# Associação Desportiva Bahia de Feira
L'Associação Desportiva Bahia de Feira és un club de futbol brasiler de la ciutat de Feira de Santana a l'estat de Bahia.

## Història
El club va ser fundat el 2 de juliol de 1937. Després de guanyar el campionat baiano de Segona Divisió els anys 1982, 1986 i 2009, aconseguí vèncer a Primera el 2011, després de derrotar el Vitória a la final.

## Palmarès
- Campionat baiano:
  - 2011

- Campionat baiano de Segona Divisió:
  - 1982, 1986, 2009

## Estadi
L'Associação Desportiva Bahia de Feira juga els seus partits a l'Estadi Municipal Alberto Oliveira, anomenat Estadi Joia da Princesa. Té una capacitat per a 16.274 espectadors.